# Siren (chi)
Siren là một chi kỳ giông thủy sinh của họ Sirenidae. Chi này gồm hai loài còn sinh tồn, cùng với một loài tuyệt chủng từ Eocene Epoch và ba loài từ Miocene. 

## Loài
- †Siren dunni (Goin & Auffenberg, 1957?)
- †Siren hesterna (Herre, 1955?)
- Siren intermedia (Barnes, 1826)
- Siren lacertina (Linnaeus, 1766)
- †Siren miotexana (Holman, 1977?)
- †Siren simpsoni (Herre, 1955?)